# Parthenicus candidus
Parthenicus candidus är en insektsart som beskrevs av Van Duzee 1918. Parthenicus candidus ingår i släktet Parthenicus och familjen ängsskinnbaggar. Inga underarter finns listade i Catalogue of Life.